# Cycles of Pain
Cycles of Pain é o décimo álbum de estúdio da banda brasileira de power metal Angra, lançado em 1° de novembro de 2023 no Japão pela JVC e em 3 de novembro de 2023 pela Atomic Fire Records no resto do mundo.
O primeiro single, Ride Into The Storm, foi divulgado em 4 de agosto de 2023. O segundo single, Tide Of Changes – Part II, foi lançado em 15 de setembro de 2023. O terceiro single, Gods Of The World, foi lançado em 13 de outubro de 2023. Possui participações especiais de Amanda Somerville, Lenine e Vanessa Moreno.

## Lista de faixas
| Cycles of Pain – Edição padrão |                                            |                          |                                                           |         |  |
| N.º                            | Título                                     | Letras                   | Música                                                    | Duração |  |
| 1.                             | "Cyclus Doloris"                           | Rafael Bittencourt       | Bittencourt                                               | 0:47    |  |
| 2.                             | "Ride Into The Storm"                      | Dennis Ward              | Felipe Andreoli, Bittencourt, Fabio Lione, Bruno Valverde | 6:12    |  |
| 3.                             | "Dead Man On Display"                      | Bittencourt, Lione, Ward | Bittencourt, Andreolli, Lione, Marcelo Barbosa, Valverde  | 6:07    |  |
| 4.                             | "Tide Of Changes" – Part I"                | Bittencourt, Lione       | Andreoli, Lione                                           | 1:15    |  |
| 5.                             | "Tide Of Changes" – Part II"               | Bittencourt, Lione       | Andreoli, Bittencourt, Lione, Valverde                    | 5:37    |  |
| 6.                             | "Vida Seca"                                | Andreoli, Bittencourt    | Andreoli, Bittencourt, Lione, Valverde                    | 5:11    |  |
| 7.                             | "Gods Of The World"                        | Bittencourt              | Bittencourt                                               | 4:43    |  |
| 8.                             | "Cycles Of Pain"                           | Bittencourt, Lione       | Barbosa, Lione, Bittencourt, Andreoli, Valverde           | 5:13    |  |
| 9.                             | "Faithless Sanctuary"                      | Bittencourt, Ward        | Andreoli, Bittencourt, Lione, Barbosa, Valverde           | 6:39    |  |
| 10.                            | "Here In The Now"                          | Bittencourt, Lione, Ward | Barbosa, Lione, Andreoli, Bittencourt, Valverde           | 5:54    |  |
| 11.                            | "Generation Warriors"                      | Bittencourt, Ward        | Andreoli, Bittencourt, Lione, Barbosa, Valverde           | 5:08    |  |
| 12.                            | "Tears Of Blood"                           | Bittencourt              | Bittencourt                                               | 5:35    |  |
| 13.                            | "Here In The Now (Vanessa Moreno Version)" |                          |                                                           | 5:51    |  |
| Duração total:                 | Duração total:                             | Duração total:           | Duração total:                                            | 60:04   |  |

## Créditos
Angra
- Fabio Lione - vocal
- Rafael Bittencourt - guitarra, violão, vocais de apoio; arranjos de teclados e cordas; coros e arranjos de coro
- Marcelo Barbosa - guitarra, violão
- Felipe Andreolli - baixo, guitarra (faixas 2, 3, 5, 6, 9, 11) e coro (faixa 2)
- Bruno Valverde - bateria, percussão (faixas 6,8,9 e 10) e coro (faixa 2)

Participações
- Amanda Somerville - em "Tears of Blood"[8]
- Lenine - em "Vida Seca""[8]
- Vanessa Moreno - em "Tide of Changes - Part II", "Here In The Now" e "Here In The Now (Vanessa Moreno Version)"[7]
- Fernanda Lira,  Caio MacBeserra, Nando Fernandes May Puertas, Angel Sberse e BJ - coro em "Ride into the Storm"